# The Gates of Eden
The Gates of Eden è un film muto del 1916 sceneggiato e diretto da John H. Collins e interpretato da sua moglie, la popolare attrice Viola Dana.
Ambientato tra gli shaker, il film pare sia stato girato in uno degli ultimi villaggi shaker degli Stati Uniti.

## Trama
Stigmatizzati dagli abitanti della comunità shaker che non approva la loro unione, William ed Evelyn vengono tenuti divisi. Lei muore partorendo una bambina, Eva; lui, lasciando il villaggio, viene tenuto all'oscuro che la piccola è sopravvissuta alla madre. William giura di vendicarsi di tutti loro. Ritorna infatti anni dopo sotto falso nome, deciso a compiere la sua vendetta. Ora è un uomo ricco e potente e vuole usare la sua ricchezza per rovinare finanziariamente il paese. Ha adottato un bambino, Rodney, che ormai giovane adulto incontra e si innamora di una ragazza del villaggio. William, però, non rinuncia al suo progetto e non si lascia ammorbidire da quelle romanticherie. Solo quando scopre che la ragazza di Rodney è la figlia che lui credeva morta, ha dei ripensamenti. Felice di averla ritrovata, rinuncia alla vendetta e decide di aiutare la comunità degli shaker.

## Produzione
Il film fu prodotto dalla Columbia Pictures Corporation.

## Distribuzione
Distribuito dalla Metro Pictures Corporation, il film uscì nelle sale cinematografiche USA il 30 ottobre 1916. Il copyright del film, richiesto dalla Columbia Pictures Corp., fu registrato il 31 ottobre 1916 con il numero LP9433.